# 天主教马拉加教区
天主教馬拉加教區（拉丁語：Dioecesis Malacitanus）是羅馬天主教一個教區，位於西班牙馬拉加首府馬拉加，屬格拉納達總教區。
教區包括馬拉加省，以及位於非洲北端的梅利利亞，成立於1486年8月4日。2007年，在當地1,443,353人口中，有教友1,371,185人，佔轄區總人口95%、250個堂區、398名司鐸、16名執事、207名修士、929名修女。現任教區主教為赫蘇斯·卡塔拉·伊巴涅茲。